# Quentin Bigot
Quentin Bigot (ur. 1 grudnia 1992 w Hayange) – francuski lekkoatleta specjalizujący się w rzucie młotem.
Na mistrzostwach świata juniorów młodszych w 2009 odpadł w eliminacjach. Siódmy zawodnik juniorskich mistrzostw świata z Moncton (2010). W 2011 sięgnął w Tallinnie po mistrzostwo Europy juniorów. W 2013 zdobył brąz młodzieżowych mistrzostw Starego Kontynentu w Tampere. Czwarty zawodnik światowego czempionatu w Londynie (2017). W 2019 zdobył srebrny medal mistrzostw świata w Dosze.
Wielokrotny złoty medalista seniorskich mistrzostw kraju oraz reprezentant kraju w pucharze Europy w rzutach i meczach międzypaństwowych. Stawał na podium juniorskich mistrzostw kraju.
W 2014 został ukarany dwuletnią dyskwalifikacją za stosowanie niedozwolonego dopingu (do 10 lipca 2016).
Rekord życiowy młotem seniorskim o wadze 7,26 kg: 80,55 (5 czerwca 2022, Chorzów). Bigot 16 października 2011 w Bondoufle ustanowił młotem o wadze 6 kilogramów rekord Francji juniorów rezultatem 82,84.

## Osiągnięcia
| Rok  | Impreza                                 | Miejsce              | Pozycja           | Wynik |
| ---- | --------------------------------------- | -------------------- | ----------------- | ----- |
| 2009 | Mistrzostwa świata juniorów młodszych   | Tyrol Południowy     | el. – 13. miejsce | 65,33 |
| 2009 | Gimnazjada                              | Doha                 | 2. miejsce        | 69,31 |
| 2010 | Mistrzostwa świata juniorów             | Moncton              | 7. miejsce        | 71,51 |
| 2011 | Zimowy puchar Europy w rzutach          | Sofia                | 7. miejsce        | 67,38 |
| 2011 | Mistrzostwa Europy juniorów             | Tallinn              | 1. miejsce        | 78,45 |
| 2012 | Mistrzostwa Europy                      | Helsinki             | el. – 24. miejsce | 70,78 |
| 2012 | Igrzyska olimpijskie                    | Londyn               | el. – 24. miejsce | 72,42 |
| 2013 | Zimowy puchar Europy w rzutach          | Castelló de la Plana | 1. miejsce (U23)  | 71,79 |
| 2013 | Superliga drużynowych mistrzostw Europy | Gateshead            | 4. miejsce        | 75,22 |
| 2013 | Igrzyska śródziemnomorskie              | Mersin               | 4. miejsce        | 73,83 |
| 2013 | Młodzieżowe mistrzostwa Europy          | Tampere              | 3. miejsce        | 74,00 |
| 2013 | Mistrzostwa świata                      | Moskwa               | el. – 13. miejsce | 74,98 |
| 2013 | Igrzyska frankofońskie                  | Nicea                | 2. miejsce        | 74,60 |
| 2014 | Zimowy puchar Europy w rzutach          | Leiria               | 1. miejsce (U23)  | 74,42 |
| 2014 | Superliga drużynowych mistrzostw Europy | Brunszwik            | DSQ               | 76,15 |
| 2017 | Puchar Europy w rzutach                 | Las Palmas           | 1. miejsce        | 76,55 |
| 2017 | Superliga drużynowych mistrzostw Europy | Lille                | 4. miejsce        | 76,63 |
| 2017 | Mistrzostwa świata                      | Londyn               | 4. miejsce        | 77,67 |
| 2018 | Puchar Europy w rzutach                 | Leiria               | 5. miejsce        | 75,31 |
| 2018 | Mistrzostwa Europy                      | Berlin               | el. – 16. miejsce | 72,73 |
| 2019 | Puchar Europy w rzutach                 | Šamorín              | 1. miejsce        | 78,14 |
| 2019 | Superliga drużynowych mistrzostw Europy | Bydgoszcz            | 2. miejsce        | 76,70 |
| 2019 | Mistrzostwa świata                      | Doha                 | 2. miejsce        | 78,19 |
| 2021 | Superliga drużynowych mistrzostw Europy | Chorzów              | 3. miejsce        | 76,75 |
| 2021 | Igrzyska olimpijskie                    | Tokio                | 5. miejsce        | 79,39 |
| 2022 | Mistrzostwa świata                      | Eugene               | 4. miejsce        | 80,24 |
| 2022 | Mistrzostwa Europy                      | Monachium            | 7. miejsce        | 77,48 |
| 2024 | Mistrzostwa Europy                      | Rzym                 | 9. miejsce        | 73,81 |